# Канблай, Макс
Рудольф Оскар Макс Канблай (нем. Rudolf Oskar Max Cahnbley; 1 октября 1876, Гамбург — 16 января 1959, Билефельд) — немецкий дирижёр, композитор и скрипач. Сын композитора и дирижёра Августа Канблая, брат Эрнста Канблая.
Учился в Гамбурге и Берлине. В возрасте 21 года занял место первого концертмейстера в Гамбурге, затем играл в оркестрах Дрездена, Риги, Дерпта. В 1907 г. сменил Трауготта Окса на посту главного дирижёра Билефельдской оперы и, с перерывом в годы Первой мировой войны, возглавлял театр вплоть до 1933 г., с 1921 года также в качестве интенданта. В 1930 г. дирижировал городским оркестром на торжественном инаугурационном концерте по случаю открытия Концертного зала имени Рудольфа Эткера, исполнив Первую симфонию Иоганнеса Брамса. С приходом к власти нацистов был уволен.
Среди сочинений Канблая — комическая опера «Счастливый случай» (нем. Ein Schlump), поставленная в 1903 г. в Дерпте.
Имя Канблая носит улица в Билефельде (нем. Max-Cahnbley-Straße).